# Akszobhja

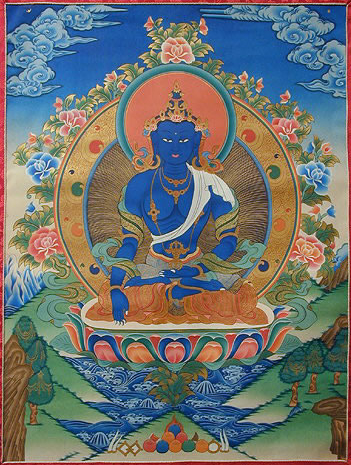
Akszobhja na tance

Akszobhja (sanskryt: dosłownie "Nieporuszony"; język chiński: 阿閦如来 Āchùrúlái; język japoński: Ashuku nyōrai (jap. 阿閦如来) – jeden z pięciu dhjanibuddów (Buddów medytacyjnych). W krajach therawady określany jest po prostu jako Budda w przeciwieństwie do krajów mahajany nie używa się nazwy Akszobhja. W Tybecie bywa nazywany też Wadżrasana (Diamentowy Tron).

## Ikonografia
Przedstawiany w kolorze niebieskim, tradycyjne atrybuty to dzwonek, wadżra, klejnot, lotos, oraz miecz. 
Wierzchowcem jest słoń. Jego mudrą jest bhumisparśa.

## Znaczenie
Akszobhja symbolizuje zdolność przekształcania gniewu w bezstronną mądrość, stąd kolor niebieski, nawiązujący do lustra lub zwierciadła wody. Panuje nad wschodnim rejonem wszechświata Ratnaketu.